# Hendrik Van Crombrugge
Hendrik Van Crombrugge (Leuven, 30 april 1993) is een Belgische doelman die sinds de zomer van 2023 uitkomt voor KRC Genk.

## Carrière

### Jeugd
Hendrik Van Crombrugge groeide op in het Hageland, waar hij bij de jeugd voetbalde van Meensel-Kiezegem en Houtem. In 2004 belandde hij bij de jeugd van toenmalig derdeklasser KVK Tienen. Daar werd hij al na een jaar weggeplukt door het naburige STVV. In 2008 maakte hij de overstap naar het opleidingscentrum van Standard Luik. Bij de Rouches werkte Van Crombrugge zich op tot de A-kern, maar speelkansen kreeg hij er niet. Na drie seizoenen keerde hij terug naar STVV.

### STVV
In 2011 keerde Van Crombrugge terug naar Sint-Truiden, waar hij de concurrentie moest aangaan met doelmannen Mark Volders en Bram Castro. Op de zesde speeldag van het seizoen 2011/12 van de Jupiler Pro League mocht hij zijn debuut maken voor de Kanaries. De doelman mocht toen door de blessures van Volders en Castro starten in de Limburgse derby tegen KRC Genk. Voor trainers Franky Van der Elst (STVV) en Mario Been (Genk) was het hun eerste wedstrijd bij hun nieuwe werkgever. De 18-jarige Van Crombrugge incasseerde vier doelpunten en zag hoe zijn team in extremis met 3–4 verloor. Enkele dagen later bereikte STVV met Genk een akkoord over de overstap van doelman Davino Verhulst. Na het aantrekken van Verhulst kwam Van Crombrugge niet meer in actie voor de Limburgers.
STVV sloot het seizoen 2011/12 af als laatste en zakte na een mislukte play-off III naar de Tweede Klasse. De club nam in de zomer van 2012 afscheid van doelmannen Volders en Castro, en trok met Davy Schollen een nieuwe keeper aan. Van Crombrugge werd zo overbodig bij STVV, dat hem graag wilde uitlenen. Van Crombrugge zelf wilde in Sint-Truiden blijven. Om financiële redenen werd uiteindelijk besloten om de samenwerking met Van Crombrugge stop te zetten. Op 31 januari 2013 werd zijn contract bij STVV ontbonden. Nadien zat hij enkele maanden zonder club.

### Eupen
In juni 2013 sloot de doelman zich aan bij tweedeklasser KAS Eupen, waar hij de doublure werd van de Duitse doelman Jonas Deumeland. In de reguliere competitie van het seizoen 2013/14 speelde hij een handvol wedstrijden, waarna hij alle duels in de eindronde mocht spelen. Op de eerste speeldag van de eindronde pakte hij meteen drie punten op het veld van zijn ex-club STVV. Eupen werd uiteindelijk tweede in de eindronde, na Moeskroen-Péruwelz. Na het seizoen werd zijn aflopend contract verlengd tot 2017.
Vanaf het seizoen 2014/15 werd Van Crombrugge eerste doelman bij Eupen. Hij bereikte met zijn teamgenoten opnieuw de eindronde, maar greep voor het tweede jaar op rij naast promotie. Eupen werd tweede, ditmaal na Oud-Heverlee Leuven. Een seizoen later moest van Crombrugge van trainer Jordi Condom meermaals plaats ruimen voor de Senegalese doelman Babacar Niasse. De boomlange doelman was opgeleid bij de Aspire Academy, het internationale opleidingscentrum waar de club sterk aan verbonden was. Eupen werd in het seizoen 2015/16 vicekampioen in de Tweede Klasse, maar omdat kampioen White Star Brussel geen licentie kreeg, mochten Van Crombrugge en zijn ploeggenoten toch naar de Jupiler Pro League promoveren.
Ook op het hoogste niveau bleef Van Crombrugge eerste doelman van Eupen. In het seizoen 2016/17 slaagde Eupen erin om de degradatiezone te ontlopen. De club sloot het seizoen af in de middenmoot met zeven punten voorsprong op degradant KVC Westerlo. In de loop van het seizoen verlengde Van Crombrugge zijn contract tot 2020. Een seizoen later had Eupen het moeilijker om in de hoogste afdeling te blijven. De club won amper punten en zou uiteindelijk met KV Mechelen, dat evenveel punten bezat maar over een beter doelsaldo beschikte, om het behoud strijden. Op de slotspeeldag wonnen beide teams hun laatste wedstrijd, maar omdat Eupen met 4–0 van Excel Moeskroen had gewonnen, verwierf het in extremis een beter doelsaldo dan Mechelen, dat daardoor degradeerde. Bij KV Mechelen werd wegens de opvallende score van Eupen-Moeskroen geïnsinueerd dat Eupen en Moeskroen het op een akkoord hadden gegooid. Dit tot grote ergernis van onder meer Van Crombrugge en zijn ploeggenoot Siebe Blondelle, die beweerden dat het juist Mechelen was dat in de aanloop naar de slotspeeldag geprobeerd had om Eupen te destabiliseren.

### Anderlecht
In de zomer van 2019 versierde hij een transfer naar de Belgische recordkampioen RSC Anderlecht. Van Crombrugge wist meteen indruk te maken en verdreef eerste doelman Thomas Didillon zo uit doel. Vanaf het seizoen 2020/21 droeg hij de aanvoerdersband bij Anderlecht nadat Vincent Kompany de beslissing had gemaakt om zijn voetbalschoenen aan de haak te hangen. Toen trainer Brian Riemer in december 2022 werd aangesteld als hoofdtrainer verloor Van Crombrugge zijn plaats in het doel aan Bart Verbruggen. Er werd hem duidelijk gemaakt dat hij mocht vertrekken in de winter omwille van zijn zware loonlast voor de club. Er was sprake van Nottingham Forest maar uiteindelijk bleef hij. In april 2023 werd Van Crombrugge interim-keeperstrainer tot het einde van het seizoen, nadat keeperstrainer Frank Boeckx ontslag had genomen. Daarnaast bleef hij ook tweede doelman.

### KRC Genk
Medio juli 2023 tekende Van Crombrugge een contract voor drie seizoenen bij KRC Genk. Het transferbedrag was om en bij de 1 miljoen euro. In zijn eerste seizoen bij Genk fungeerde Van Crombrugge als tweede doelman achter Maarten Vandevoordt. Nadat Vandevoordt voor aanvang van het seizoen 2024/25 vertrokken was naar het Duitse RB Leipzig, moest hij de concurrentie aangaan met jeugdproduct Mike Penders voor de positie van eerste doelman. Penders startte de eerste twee competitiewedstrijden van het seizoen wegens een lichte blessure bij Van Crombrugge. Hierna wist Van Crombrugge zich echter terug in de ploeg te spelen en vol eerste doelman van Genk te worden. 
Genk presteerde goed met Van Crombrugge in doel, maar zijn persoonlijke prestaties waren niet altijd even overtuigend. Nadat Penders positieve indrukken had gemaakt in de beker, gaf Fink hem weer de voorkeur. Penders bleef zijn plaats onder de lat behouden tot het einde van het seizoen. Hoewel Penders zijn plaats onder de lat tot het einde van het seizoen behield, moest Van Crombrugge nog eenmaal het doel verdedigen, op 23 februari tegen KAA Gent, vanwege een schorsing van Penders.

## Statistieken
| Seizoen | Club              | Land            | Competitie         | Competitie | Competitie | Beker | Beker | Europees | Europees | Totaal | Totaal |
| Seizoen | Club              | Land            | Competitie         | Wed.       | Dlp.       | Wed.  | Dlp.  | Wed.     | Dlp.     | Wed.   | Dlp.   |
| ------- | ----------------- | --------------- | ------------------ | ---------- | ---------- | ----- | ----- | -------- | -------- | ------ | ------ |
| 2011/12 | Sint-Truidense VV | Vlag van België | Jupiler Pro League | 1          | 0          | 0     | 0     | —        | —        | 1      | 0      |
| 2012/13 | Sint-Truidense VV | Vlag van België | Belgacom League    | 0          | 0          | 0     | 0     | —        | —        | 0      | 0      |
| 2013/14 | KAS Eupen         | Vlag van België | Belgacom League    | 11         | 0          | 1     | 0     | —        | —        | 12     | 0      |
| 2014/15 | KAS Eupen         | Vlag van België | Belgacom League    | 40         | 0          | 1     | 0     | —        | —        | 41     | 0      |
| 2015/16 | KAS Eupen         | Vlag van België | Belgacom League    | 19         | 0          | 1     | 0     | —        | —        | 20     | 0      |
| 2016/17 | KAS Eupen         | Vlag van België | Jupiler Pro League | 35         | 0          | 0     | 0     | —        | —        | 35     | 0      |
| 2017/18 | KAS Eupen         | Vlag van België | Jupiler Pro League | 33         | 0          | 0     | 0     | —        | —        | 33     | 0      |
| 2018/19 | KAS Eupen         | Vlag van België | Jupiler Pro League | 37         | 0          | 0     | 0     | —        | —        | 37     | 0      |
| 2019/20 | KAS Eupen         | Vlag van België | Jupiler Pro League | 1          | 0          | 0     | 0     | —        | —        | 1      | 0      |
| 2019/20 | RSC Anderlecht    | Vlag van België | Jupiler Pro League | 28         | 0          | 3     | 0     | —        | —        | 31     | 0      |
| 2020/21 | RSC Anderlecht    | Vlag van België | Jupiler Pro League | 12         | 0          | 0     | 0     | —        | —        | 12     | 0      |
| 2021/22 | RSC Anderlecht    | Vlag van België | Jupiler Pro League | 39         | 0          | 6     | 0     | 4        | 0        | 49     | 0      |
| 2022/23 | RSC Anderlecht    | Vlag van België | Jupiler Pro League | 17         | 0          | 1     | 0     | 10       | 0        | 28     | 0      |
| 2023/24 | KRC Genk          | Vlag van België | Jupiler Pro League | 0          | 0          | 2     | 0     | 2        | 0        | 4      | 0      |
| 2024/25 | KRC Genk          | Vlag van België | Jupiler Pro League | 14         | 0          | 0     | 0     | —        | —        | 14     | 0      |
| Totaal  | Totaal            | Totaal          | Totaal             | 287        | 0          | 15    | 0     | 16       | 0        | 318    | 0      |

## Interlandcarrière
Op 21 mei 2019 werd hij door bondscoach Roberto Martinez voor het eerst opgeroepen voor het A-team van het Belgisch voetbalelftal voor de EK-kwalificatiewedstrijden tegen Kazachstan en Schotland. Van Crombrugge is de allereerste speler in de geschiedenis van KAS Eupen die voor de Belgische nationale ploeg wordt opgeroepen.
Op 8 oktober 2020 debuteerde Van Crombrugge voor België in de oefeninterland tegen Ivoorkust, hij mocht na 77 minuten invallen voor Simon Mignolet.

### Interlands
| Interlands van Hendrik Van Crombrugge voor België | Interlands van Hendrik Van Crombrugge voor België | Interlands van Hendrik Van Crombrugge voor België | Interlands van Hendrik Van Crombrugge voor België | Interlands van Hendrik Van Crombrugge voor België | Interlands van Hendrik Van Crombrugge voor België |
| No.                                               | Datum                                             | Wedstrijd                                         | Uitslag                                           | Soort Wedstrijd                                   | Doelpunten                                        |
| Als speler bij RSC Anderlecht                     | Als speler bij RSC Anderlecht                     | Als speler bij RSC Anderlecht                     | Als speler bij RSC Anderlecht                     | Als speler bij RSC Anderlecht                     | Als speler bij RSC Anderlecht                     |
| ------------------------------------------------- | ------------------------------------------------- | ------------------------------------------------- | ------------------------------------------------- | ------------------------------------------------- | ------------------------------------------------- |
| 1.                                                | 8 oktober 2020                                    | België – Ivoorkust                                | 1 – 1                                             | Vriendschappelijk                                 | –                                                 |
| Totaal                                            | Totaal                                            | Totaal                                            | Totaal                                            | Totaal                                            | 0                                                 |

Bijgewerkt op 18 september 2024.

## Trivia
- Hans Van Crombrugge, de vader van Hendrik, is doctor in de pedagogische wetenschappen. Hij wordt beschouwd als topwetenschapper, is hoogleraar in Brussel en wordt af en toe geïnterviewd op radio en tv over thema's gerelateerd aan zijn vakgebied.
- Zijn rechterpink staat helemaal krom. In zijn periode bij de jeugd van Standard is die uit de kom geraakt door een hard schot erop. Van Crombrugge heeft zijn pink zelf meteen teruggezet, maar scheurde daarbij de ligamenten ervan. Een operatie bracht geen soelaas maar het hindert hem niet in zijn job als doelman.[18]